# Parque nacional Desembarco del Granma
El Parque Nacional Desembarco del Granma es un área ecológica de la flora y la fauna del municipio de Niquero, Cuba. Que se encuentra al sudeste de la provincia de Granma. El Parque adquiere su nombre debido al yate Granma en el que Fidel Castro, el Che Guevara, Raúl Castro, y 79 de sus partidarios navegaron desde México a Cuba en 1956 e incitaron la Revolución cubana, los cuales desembarcaron en estas costas un 2 de diciembre de 1956. Es declarado e inscrito en la lista de Patrimonio de la Humanidad de la UNESCO el 1.º de diciembre de 1999 durante la XXIII Reunión del Comité de Patrimonios Mundiales de la UNESCO celebrado en Marruecos, convirtiéndolo en el primer sitio natural de Cuba en recibir tal distinción.
Constituye de conjunto con el sistema de Maisí también en el oriente del país el mayor y más conservado exponente mundial de los sistemas de terrazas marinas (emergidas y sumergidas) sobre rocas calcáreas, considerándose uno de los lugares más notables del archipiélago cubano, tanto por sus valores naturales, como por haber sido escenario de relevantes acontecimientos de nuestra vida histórico cultural.

## Descripción
El parque nacional "Desembarco del Granma" ocupa parte de los municipios de Niquero y Pilón en la porción sur de la Provincia de Granma
Desde el punto de vista natural el área ocupa el extremo occidental del distrito físico geográfico de las montañas de y conforma la región de las terrazas marinas
de Cabo Cruz. Las coordenadas geográficas son por: )19° 49" – 19° 57"LN, Y: 77° 18"- 77° 44" LW)
La extensión total del área geográfica es de 25764 ha, de las cuales el 73 % son terrestres y el resto están asociadas a superficies marinas. Fue aprobado como parque nacional en 1986, es la primera área protegida con esta categoría que funciona como tal en Cuba

Pocos lugares de Cuba despiertan tanto la curiosidad e imaginación de geógrafos, geólogos, naturalistas o simplemente visitantes, como el sistema de terrazas de Cabo Cruz. Su forma, cual gigantescos escalones pétreos, constituye uno de los paisajes más singulares que puedan ser vistos. Sus sistemas de terrazas marinas llega alcanzar una altura de 360 m s. n. m. y hasta 20 niveles emergidos, algunos de ellos con 100m de desnivel.

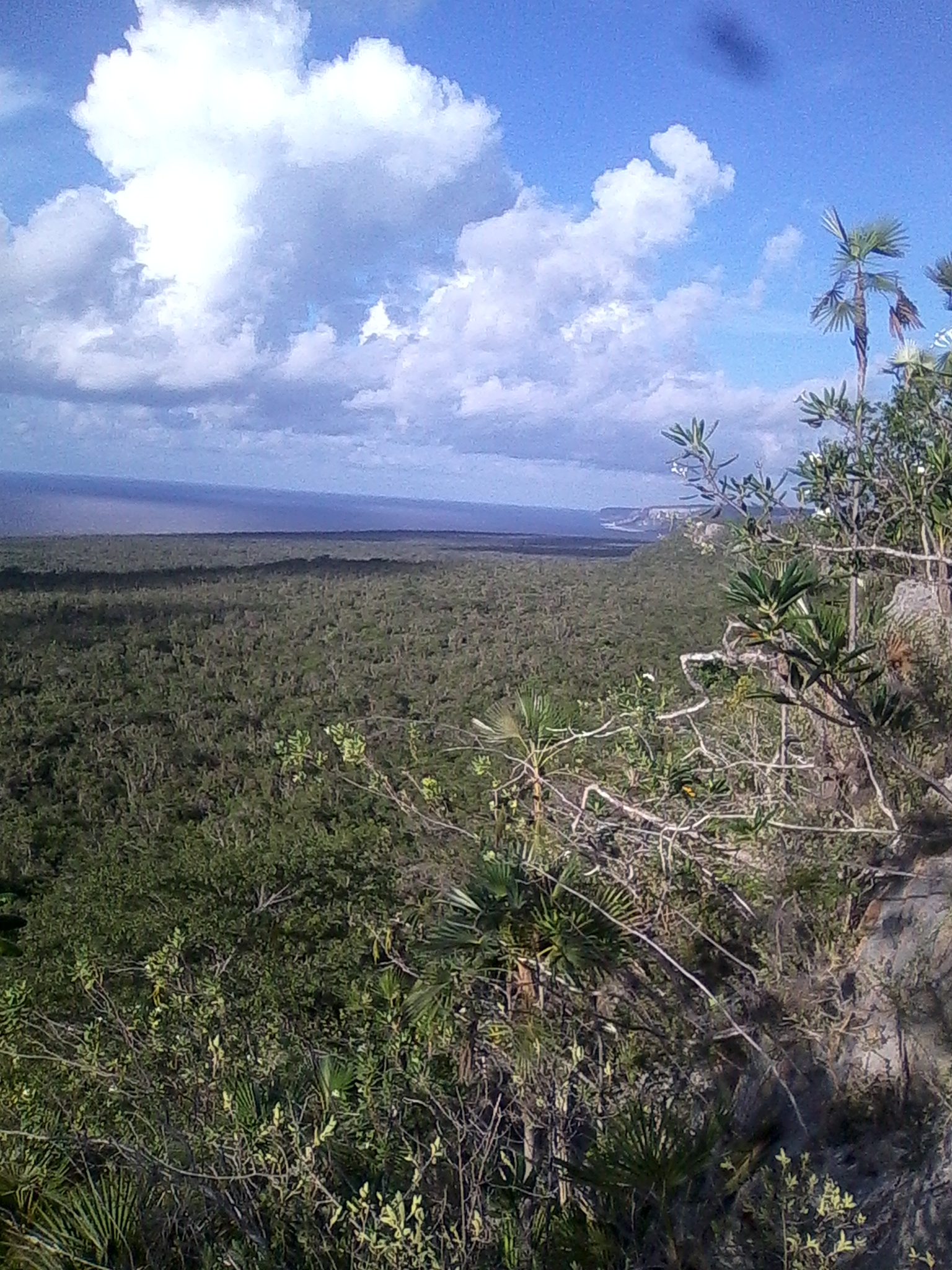
terraza marina

Este singular paraje fue descubierto por Cristóbal Colón durante su segundo viaje en mayo de 1494, "…Y fue a demandar una provincia a que llaman Macaca, que es muy hermosa y poblada…"
El registro de numerosos sitios arqueológicos en el área dan fe de lo narrado por el "Gran Almirante" de las infinitas poblaciones aborígenes que en ella existían, la cual llamaron provincia india de Macaca".La lejanía de esta región a la villa de San Salvador y los impenetrables bosques, ríos y recursos, propiciaron que en la segunda mitad del siglo XVI se convirtiera en guarida segura de corsarios y piratas como John Hawking, Sir Henri Morgan y otros, hasta el siglo XIX.
Durante el siglo XIX con lo intenso de la navegación comercial por la costa sur de Cuba se evidenció la necesidad de construir un faro en Cabo Cruz, lo que se materializó entre las décadas del 50, 60 hasta su apertura el 5 de mayo de 1871.
El elemento natural más significativo del parque nacional Desembarco del Granma lo constituye su sistema de terrazas marinas en las que se definen de 8 niveles regionales de terrazas (emergidas), que llegan hasta 20 niveles en 6 meso bloques y 29 micro bloques, alcanzando una altura máxima de en la zona de Alegría de Pío. En la parte submarina se definen 3 niveles regionales (-9m, -18 y –180 m) y deben existir más niveles locales, lo cual no ha sido aún estudiado.
Las mayores alturas y cantidad de niveles se alcanzan en la zona de Punta Escalereta con un total de 20.
Estas terrazas se levantan sobre calizas órgano- detríticas y coralinas macizas de las Formaciones Cabo Cruz (Mioceno medio a superior), Maya (Pliopleistoceno) y Jaimanitas (Pleistoceno o Pleistoceno superior).
El desarrollo de formas cársicas y tectónico - cársicas del relieve en estas terrazas es muy considerable, destacándose los sistemas de dolinas inundadas de Punta Escalereta, el Hoyo de Morlotte, según algunos un Blue Hole emergido de 77 m de profundidad y de diámetro; el cañón fluvial del río Boca del Toro, la cueva del Fustete y decenas de otras de menor extensión.
El estado de conservación de este sistema (escarpes, nichos de marea, dunas fósiles, camellones de tormentas, arrecifes fósiles, formas cársicas, etc.) es significativo. Las formas del relieve, producto a la dureza de las rocas y el clima seco se encuentran en perfecto estado de conservación. Los ecosistemas que aquí se desarrollan se encuentran también muy conservados, dada la inaccesibilidad de estas áreas y la no existencia de comunidades dentro del área (solo Cabo Cruz y Alegría de Pio).

## Clima
El clima de estos territorios es tropical seco, con precipitaciones que oscilan entre 700 y 1200nbsp;°mm. Asimismo, la temperatura promedio es de 26 °C, llegando a máximas promedio de 28 °C, una de las más cálidas del país.

## Flora y fauna
La flora y la fauna de este territorio revisten gran importancia nacional, por ubicarse en llanuras cársicas aterrazadas sobre diente de perro con clima seco, condiciones extremas estas que han permitido una evolución diferenciada y la especiación e irradiación de estas especies.
De las formaciones vegetales existentes se destaca el complejo de vegetación de terrazas, definido recientemente, el cual junto al matorral Xeromorfo costero albergan el mayor número de especies endémicas.
Según datos aún incompletos, en estas áreas aparecen cerca de 600 especies de flora, con un 60% de endemismo, de ellos más de 12 locales.
Presenta una alta biodiversidad s) alto nivel de endemismo y micro localización de las especies (14 especies endémicas locales). Dentro de estas últimas se destacan por su importancia: Amyris polimorpha, Cordia dumosa, Catalpa brevipes, Rhytidophyllum minus, Rondeletia apiculata, entre otras.
Las regularidades geólogo-geomorfológica y climáticas hídricas del área condicionaron la
existencia de 8 formaciones vegetales entre las cuales el Matorral xeromorfo
costero y el Bosque semicaducifolio ocupan la mayor parte del área.
En la fauna estas cifras son de 13 mamíferos (23% de endemismo), 110 aves (22,7% de endemismo), 44 reptiles (90,9% de endemismo) y 7 anfibios (85,7% de endemismo). No se poseen cifras confiables de invertebrados pero se estiman importantes, destacándose dentro de ellos las poblaciones de moluscos y mariposas.
Entre las especies más importantes de estos sistemas, por su nivel de endemismo local o grado de amenaza, se deben destacar una especie de Polymita (P. venusta).
Otra especie de gran importancia es de Hojarasca, (Crycosaura typica), género endémico monotípico y en peligro de extinción de la familia Xantusidae, cuyos parientes más cercanos (género Klauberina) habitan en las Islas del Canal en el sur de California. Esta especie es endémica local de Desembarco del Granma.
Otras especies importantes que habitan en el Parque Desembarco del Granma son: (Ligus vittatus), bello molusco endémico local de las terrazas; Rabijunco (Phaeton lepturus) ave marina que solo nidifica en Cuba en Punta del Inglés, paraje del parque; (Starnoenas cyanocepphala) género endémico monotípico cubano en peligro de extinción, con muy buenas poblaciones aquí; el Manatí (Trichechus manatus manatus), mamífero marino en peligro de extinción; (Amazona leucocephala). También en Desembarco del Granma existen las 4 especies de quelonios marinos reportados para Cuba (Caretta caretta, Chelonia mydas, Lepidochelis olivacea y Eretmochelis imbricata).
En la parte sumergida de estos sistemas de terrazas se destacan, por su diversidad y grado de conservación, los arrecifes frontales profundos de los escarpes submarinos del talud insular; la presencia de abundantes poblaciones de peces de plataforma y pelágicos; la cresta arrecifal de Cabo Cruz y las poblaciones de Cobo (Strombus gigas). La gran profundidad del mar en la cercanía de la costa provoca la existencia de corrientes de aguas muy limpias que permiten un gran desarrollo de la vida submarina y hace de estos sitios lugares privilegiados para el buceo contemplativo, comparables a los mejores del mundo (Punta Francés, Bonaire, etc.). Dentro del Parque es posible encontrar casi todas las especies de corales y peces del Caribe dadas las características de las aguas de esta área y la existencia de arrecifes coralinos y gran transparencia de sus aguas.
En el aspecto histórico y cultural esta área presenta también grandes valores. Existen amplias evidencias del poblamiento aborigen de estos territorios por grupos agroalfareros y preagroalfareros, que se manifiestan en decenas de sitios arqueológicos. En particular aparecen como sitios de primera magnitud a nivel nacional el sitio arqueológico del Guafe, con un conjunto de cuevas ceremoniales y funerarias y un extenso sitio habitacional, en los cuales existen 7 ídolos entre los que se destaca el Ídolo del Agua, posible representación de la deidad antillana Atabey.
Del periodo colonial español perdura en perfectas condiciones y todavía en uso un faro de finales del siglo pasado: el faro "Vargas" (Cabo Cruz).

## Reseña histórica
Esta área de gran valor por su inapreciable riqueza natural, histórica y cultural tomó el nombre de "parque nacional Desembarco del Granma" en honor a la épica hazaña acontecida el 2 de diciembre de 1956. Sus valores se multiplican en cada soplido de viento, en cada gota de agua, en cada semilla o en cada canto de ave; lo que le confiere el privilegio de la renovación, que es decir, de la imperecedera novedad, por lo que el "parque nacional Desembarco del
Granma" es patrimonio supremo de quienes aman la natura

## Características Relevantes
- Las terrazas marinas, por su altura, número y grado de conservación de los sistemas de terrazas sobre rocas calcáreas, son máximos exponentes mundiales.

Gran parque nacional Desembarco del Granma

Constituyen relevantes ejemplos mundiales de relieves formados por la combinación de movimientos tectónicos y glacioeustáticos. Magníficos ejemplos de formas de relieve de un periodo geológico (plio-pleistoceno) de evolución de la Tierra, de un estilo (platafórmico) y de una región que como el Caribe es una de las zonas más complejas del Planeta desde el punto de vista geológico. 
- El grado de conservación de los sistemas de terrazas, que llegan a alcanzar una altura de sobre el nivel del mar en algunos de los 20 niveles emergidos, las hace de espectaculares y excepcionales. De las terrazas submarinas, entre ellas al menos 3 niveles de terrazas sumergidas, alcanzan una profundidad de hasta 180 metros.
- El sistema de terrazas marinas de Cabo Cruz forma uno de los mejores sitios del mundo para el estudio y comprensión de los cambios climáticos globales en largos periodos de tiempo y la influencia de la diferenciación morfoestructural de los territorios insulares por cuanto estos sistemas instituyen indicadores morfocronológicos de su evolución.
- La presencia de una de las pocas fallas activas del mundo donde se han determinado los parámetros básicos de evolución de estas estructuras.
- El desarrollo de accidentes del relieve (escarpes, furnias, dolinas, sistemas cavernarios cuevas, cañones fluviales) de gran relevancia por su magnitud, destacándose los farallones de las terrazas y el Hoyo de Morlotte, impresionante furnia de profundidad y de diámetro.
- La representación de 5 formaciones geológicas cubanas, dos de las cuales (Cabo Cruz y Maya), descritas para estos territorios, alcanzan aquí su

mayor desarrollo.

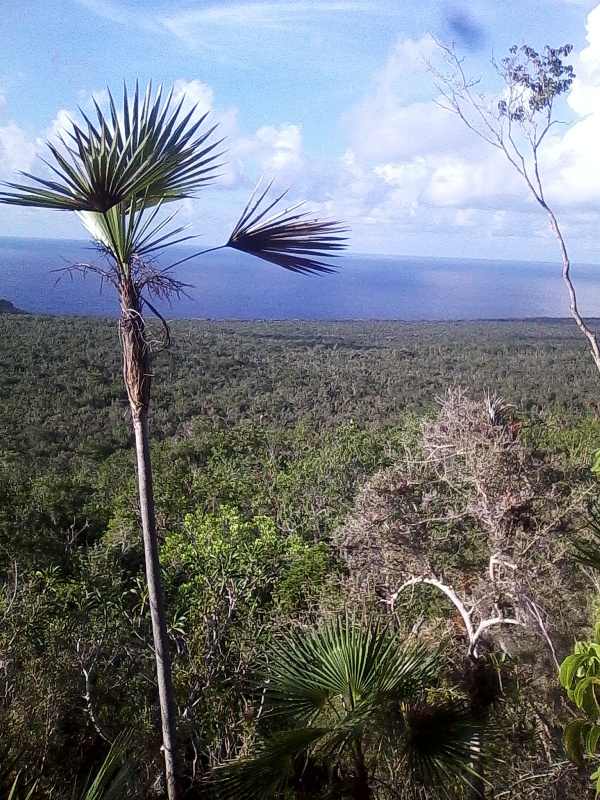
Flora del parque nacional

- Sendero interpretativo Cueva del Fustete

Esta caverna se encuentra ubicada al sur de Alegría de Pío, en el cuarto nivel de terrazas marinas en el sendero interpretativo Morlotte-Fustete, su boca se abre a 87 sobre el nivel del mar, y alcanza más de 5 de extensión.
El recorrido comienza en las Güiras, la boca de la cueva se abre aquí a unos de profundidad, orientándose hacia el sureste la galería principal. Con rumbo noroeste, se encuentra la galería del murciélago, con una enorme colonia de (Natalus epidus) y donde es posible observar el Majá de Santa María, (Epicrates angulifer).
Siguiendo con rumbo Sureste se arriba a la primera salida de la cueva (Dolina del Bicho) donde se encuentra un pequeño lago subterráneo y estalagmitas que por su forma asemejan pagodas chinas, siendo la de mayor atractivo una que está un poco inclinada, se conoce como "Torre de Pisa".
Aquí la espelunca se desarrolla siguiendo patrones locales de agrietamiento con rumbo noreste, donde aparece el salón del derrumbe, cavidad que como ya lo indica su nombre, posee un enorme derrumbe pétreo de más de altura, que tiene su origen quizás por el desarrollo de fenómenos sísmicos muy frecuentes en el área.
Siguiendo siempre con rumbo al sureste localizamos la entrada hacia el sur del salón del bautista, salón de gran belleza y deslumbrante color blanco con profusión de formaciones secundarias como: columnas, estalagmitas, estalactitas, gours y caprichosas helictitas, que por su retorcida forma constituyen un reto a la fuerza de gravedad. A partir de aquí se desarrollan niveles superiores de encavernamiento, y parten tres galerías por la planta principal de la cueva, ricas en el desarrollo de las formaciones secundarias conocidas y bellos gours rellenados con arena de calcita y zinolita de aspecto lechoso, conocidas por MOON MILK, en este sector existen tres salidas más al exterior de la espelunca.
La presencia de cristales de yeso, Aragonito y calcio provocan destellos en las formaciones secundarias imprimiendo un sello particular a la exploración de este paraíso subterráneo.
La cueva del Fustete fue refugio de comunidades aborígenes que dejaron en ella prueba del arte rupestre, las pictografías en lo fundamental, están construidas por motivos naturalistas, geométricos y trazos. Dentro de las naturalistas resaltan, en un mural ubicado en el sector "24 de febrero", la figura de un pez loro y un mamífero embrujado, ambos muy relacionados con el producto de sus actividades económicas fundamentales. Podría inferirse que esta galería debió estar relacionada con su pensamiento mítico - religioso de propiciar a través de la creación artística, el dominio de las fuerzas de la naturaleza para que le permitiera obtener resultados en su labor productiva y de subsistencia.
- Sendero interpretativo geomorfológico Hoyo de Morlotte.

Esta cavidad se forma por procesos mixtos, de dolina de corrosión y desplome, que actúan de arriba hacia abajo, y de procesos de erosión inversa, provocados por el movimiento turbulento de las aguas
subterráneas en zonas de saturación profunda del manto freático. Analizando estos procesos se tiene como resultado final la existencia de una cavidad de profundidad y de diámetro, con forma de campana (más ancho el fondo que la parte superior), por lo que el extraplomo de sus paredes, la convierten en un gran atractivo para alpinistas y espeleólogos.
Descubierta en 1938 por un piloto de origen francés, de apellido Morlotte, del cual tomó su nombre, fue explorada por primera vez por el Grupo "Humbolt" de geografía e historia de Oriente el 31 de agosto de 1941, y posteriormente por el Grupo "Martel" en 1979 y 1980 y el Guacanayabo en 1984, 1985 y 1991.
En su interior existe un cono de derrumbe que llega hasta poco más de la mitad de la pared sureste de la sima, con 30 grados de inclinación, cubierto de vegetación propia del lugar como el Hayte (Grimnanthes lucida), Cuaba (Amyris elemifera) y helechos de la especie cheilonthes (xerófila).
En la pared noroeste de la cavidad aflora entre las piedras del derrumbe, el manto freático, constituido por un pequeño lago de unos de profundidad y unos de espejo de agua, donde se han colectado peces y camarones aún sin identificar.
Los amantes a la paleontología pueden aquí hacer colectas de fósiles en las paredes de la cavidad. La fauna observada en su interior está representada por el Sijú cotunto (Glaucidium sijú), Golondrina de Cuevas (Petrochelidon fulva) las cuales ascienden describiendo un círculo en sentido contrario a las agujas del reloj, y colmenas de abejas (Apis melifera) en las grietas de las paredes de la sima.
Algunos investigadores sostienen que la cavidad constituye un "Blue-Hole" emergido, pues las conocidas en Bahamas y en el Estado de Quintana Roo, México, están inundadas, pero tienen más o menos la misma profundidad y diámetro.
- El gran desarrollo y diversidad de formaciones coralinas(fundamentalmente Arrecifes frontales profundos y crestas coralinas) y la fauna (platafórmica y pelágica), en aguas de alto nivel de transparencia. Se destaca la presencia de 4 especies de quelonios marinos (Caretta caretta, Chelonia mydas, Lepidochelis olivacea, Eretmochelis imbricata ) y las colonias de cobos (Strombus gigas).
- Uno de los principales centros de endemismo florístico de Cuba
- Centro de endemismo y diversificación de los moluscos.
- La gran extensión y desarrollo de formaciones vegetales xerófilas, que alcanzan en estos sistemas su mayor esplendor para el país. El hecho de que dos formaciones vegetales cubanas (Matorral espinoso semidesértico costero y el complejo de vegetación de terrazas) hayan sido definidas para estas áreas, que es donde único prácticamente existen o donde alcanzan su mayor desarrollo.
- Las estrechas relaciones biogeográficas con otras islas del Caribe, en particular y Jamaica.
- La presencia de destacados valores arqueológicos de la cultura agroalfareracaribeña (Taína), preagroalfarera (decenas de sitios arqueológicos, petroglifos, pictografías, etc.) y de la etapa colonial española (sistema de faros).
- Los sucesos de hechos históricos relevantes de la Revolución cubana.

## Lugares de interés turísticos
- Portada de la Libertad, de interés histórico – cultural. Contiene la ruta seguida por los expedicionarios del Yate Granma y su primer contacto con tierra firme hasta Alegría de Pío.
- Cabo Cruz, sitio idóneo para la exploración y la fotografía submarina.
- Sendero arqueológico natural el Guafe, sendero interpretativo.
- Barrera Coralina de Cabo Cruz
- Cueva del Fustete, sendero aborigen en cuyas paredes aparecen interesantes pictografías.
- Hoyo de Morlotte, impresionante furnia de más de profundidad con paredes verticales y boca de diámetro.
- Cueva de Samuel. (Connotado sitio de la permanencia de la cultura espiritual de los antepasados).
- Laguna de los cocodrilos. (Sitio propicio para la observación de la flora y la fauna de humedales).
- Boca de Río Toro, playa virgen surgida en la desembocadura del río, con enormes acantilados que rodean la orilla cubierta de cantos rodados.(Sitio histórico relacionado con los mártires de la epopeya del Granma).
- Farallón del Blanquizal, pared caliza, cuyos estratos se elevan casi sobre el nivel del mar que cae verticalmente al valle del Río Toro. Mirador Natural.
- Cueva de o del Bojeo, una de las mayores cuevas marinas del país.

## Descripción de los atractivos

### Portada de la Libertad
El Monumento "Portada de la Libertad "constituye la entrada al parque nacional Desembarco del Granma, está situado a 21 km de la ciudad de Niquero, en el barrio de las Coloradas, a 10 de Cabo Cruz; a de 2 de Campismo Villa Playa las Coloradas y distante a 7 km del sendero arqueológico natural El Guafe.
Al lugar aunque se puede arribar por vía marítima, lo más usual es por vía terrestre, tomando la carretera que une a Niquero con Cabo Cruz.
El sitio revela todos los hechos históricos que caracterizan el acontecimiento del desembarco de los 82 expedicionarios que vinieron en el yate Granma en diciembre de 1956 para dar inicio al período de lucha armada que condujo al triunfo revolucionario el primero de enero de 1959. El sendero concibe pasillos que indican la ruta tomada por los expedicionarios en su trayectoria en busca de la Sierra Maestra
En el lugar se presenta una réplica del yate, el original es exhibido en una urna de cristal al vacío en el Museo de la Revolución en La Habana.
La representaciónsimbólica del bohío del primer campesino Ángel Pérez que brindó ayuda solidaria a los expedicionarios, es una construcción similar a la casa que existía ese 2 de diciembre de 1956, donde arribaron Fidel y sus compañeros esa mañana. Del lugar se toma un pasillo que tiene una extensión 1.7 km atravesando la ciénaga y manglares hasta la línea de la costa, donde se edificó una plazoleta, la cual se identifica con una tarja que denomina el lugar "Los Cayuelos" como Monumento Nacional, distinción otorgada en 1978. La plaza, que puede acoger hasta 20 mil personas, está adornada con jardinería y tiene un asta con; está diseñada a un mismo nivel en toda su longitud y acondicionada con iluminación artificial lo que permite actividades nocturnas.

### Alegría de Pío
Lugar histórico situado a 28 km al sureste de la ciudad de Niquero y a 6 km aproximadamente del sendero Morlotte -Fustete, es el sitio donde se produjo el primer combate de los expedicionarios del Granma, constituye el bautismo de fuego del naciente Ejército Rebelde, el 5 de diciembre de 1956.
Su historicidad proviene porque tres días después de haberse producido el desembarco, al acampar los revolucionarios en esta zona, agotados y sedientos por la ardua caminata, se produce la inesperada sorpresa del ataque, tras la afanosa búsqueda del ejército batistiano para aniquilar a los expedicionarios.
El visitante podrá observar varias tarjas alegóricas: la guardarraya por donde arribaron procedente de las Coloradas; el montecito donde acamparon, que aún conserva un tronco grueso de un árbol donde se ubicó el Estado Mayor; los lugares donde estuvieron sepultados los primeros expedicionarios caídos, así como los campos de caña que sirvieron de abrigo a la tropa dispersa.
Cercano a este lugar se podrá visitar la cueva donde se refugiaron el segundo día después del Combate los Comandantes Juan Almeida Bosque, Ernesto Guevara de y otros tres expedicionarios.

### Cabo Cruz
Se ubica geográficamente en el extremo sur occidental de Granma, en los pseudopericlinales de los macizos montañosos de Cuba Oriental, en la zona de interacción entre Placas Caribe y América del Norte. Se inscribe en el grupo de paisajes denominado Llanura del Cauto - Guacanayabo, cuya principal formación geológica es la llamada Cabo Cruz del Pleistoceno superior. Es un poblado del municipio de Niquero, con una población de 541 habitantes y 127 viviendas. Entre sus accidentes geográficos más significativos podemos mencionar La Punta del Inglés, que constituye el extremo más meridional de Cuba; el Arrecife Coralino de Cabo Cruz con más de 1500 metros longitud, en el que se observa gran parte de las especies caribeñas de corales y una de las mayores del Caribe, que se destaca además por su gran preservación y endemismo.
- Granma, el yate de revolucionarios que arribó aquí.

- Datos: Q909755
- Multimedia: Parque Nacional Desembarco del Granma / Q909755